# Universitetssjukhuset Mas
Denna artikel behandlar det tidigare sjukhuset Umas i Malmö som sedan 2010 slagits ihop med sjukhuset i Lund och bildat Skånes universitetssjukhus.
Universitetssjukhuset Mas (Umas) var ett regionsjukhus i Malmö (under 1900-talet var namnet MAS, Malmö Allmänna Sjukhus). Sjukhusområdet och dess anläggningar är fortfarande aktivt, men sedan den 1 januari 2010 har sjukhuset slagits ihop med tidigare Universitetssjukhuset i Lund (Usil) och går under namnet Skånes universitetssjukhus.
Sjukhusområdet är centraliserat i södra delen av centrala Malmö, nära Södervärn. En del av sjukvården bedrivs i området Flensburg. Umas erbjöd bas- och högspecialiserad vård för cirka 370 000 malmöbor och cirka 1,6 miljoner invånare i Södra sjukvårdsområdet.
Umas bestod av över 25 kliniker inom huvudområdena Akut, Medicin, Rekonstruktiv kirurgi, Psykiatri, Laboratoriemedicin och Barn-urulogi-kvinnosjukvård. Innan sammanslagningen med Usil fanns cirka 1 000 sängplatser och cirka 5 000 anställda. Ett femtiotal professorer på sjukhuset bedrev utbildning forskning, däribland ledande forskning och behandling inom diabetes och blödarsjuka.
Till skillnad från många andra sjukhus är Mas inte koncentrerat i ett stort centralblock. I stället utvecklades sjukhuset med nya byggnader allt eftersom verksamheten expanderade. Salomon Sörensen, som var en av de mest produktiva arkitekterna i Malmös historia, ritade under sin tid alla byggnader till sjukhuset.

## Historik
Första gången det nämndes att Malmö har ett hospital var för cirka 600 år sedan med Helgeandshuset. Detta var medeltidens sjukhus, härbärge för resande, åldringsvård och gruppboende. Den danske kungen Fredrik I lät 1528 inrätta Malmö hospital i det tidigare Gråbrödraklostret.
Malmös sjukhus var det första sjukhus som behandlade alla människor oavsett samhällsklass. Jacob Malmborg, som var borgmästare i Malmö 1850, tog initiativet till att det skulle uppföras ett sjukhus i staden. Han gjorde en insamling bland de förmögna borgarfamiljerna. Det första sjukhuset öppnade den 3 november 1857. Då togs en 23-årig manlig jordbruksarbetare in som den första patienten. Från början hade sjukhuset 40 sängplatser och som mest plats för 65 sängar.
Invigningen av sjukhuset skedde 1896. Folk hade stora förväntningar inför öppnandet. Under två års tid hade det uppförts till en kostnad av 424 022 kronor. Sedan dess har det förekommit om- och tillbyggnad och som mest fanns 1 300 vårdplatser. Ingång 32 tillhör den första sjukhusbyggnaden.
Carl-Axel Stoltz övertog huvudansvaret för utformningen av sjukhusets nya byggnader under 1930-talet. Han lät bygga medicinkliniken (1933), röntgenbyggnad (1940), kvinnoklinik och lungklinik (1942). Till skillnad från andra sjukhus har Umas bevarat sin paviljongstruktur istället för att låta uppföra ett centralblock.
År 1948 blev sjukhuset undervisningssjukhus, som var bundet till den medicinska fakulteten i Lund. Patienterna hade tidigare blivit behandlade på flera små sjukhus runt om i staden. Det allmänna sjukhuset blev ett mer modernt universitetssjukhus på 1940-talet efter en närmare koppling till Lunds universitet.

## Framstående läkare vid sjukhuset
- Sune Genell
- Otto Gröné
- Carl-Bertil Laurell
- Malte Ljungdahl
- Inga Marie Nilsson
- Ebbe Petrén
- Sophus von Rosen
- Jan Waldenström
- Bengt Willert
- Helge Wulff

## Delområdet
Delområdet Allmänna sjukhuset omfattar förutom sjukhusområdet även några flerfamiljshus från 1930-talet längs Södra Förstadsgatan. Området begränsas av Pildammsvägen, Carl Gustafs väg och Södra Förstadsgatan.